# Liza
Liza je rod mořských, brakických i sladkovodních paprskoploutvých ryb z řádu cípalové (Mugiliformes) a čeledi cípalovití (Mugilidae). Rod zahrnuje asi 25 druhů vyskytujících se v Atlantském, Tichém, Indickém oceánu a přilehlých vodách.

## Druhy
- Liza abu (Heckel, 1843) – cípal abu
- Liza affinis (Günther, 1861) – cípal japonský
- Liza alata (Steindachner, 1892) – cípal diamantový
- Liza argentea (Quoy & Gaimard, 1825) – cípal stříbřitý
- Liza aurata (Risso, 1810) – cípal zlatý
- Liza carinata (Valenciennes, 1836) – cípal kýlnatý
- Liza dumerili (Steindachner, 1870) – cípal Dumerilův
- Liza falcipinnis (Valenciennes, 1836) – cípal srpoploutvý
- Liza grandisquamis (Valenciennes, 1836) – cípal lagunový
- Liza haematocheila (Temminck & Schlegel, 1845) – cípal východní
- Liza klunzingeri (Day, 1888) – cípal Klunzingerův
- Liza luciae (Penrith & Penrith, 1967) – cípal kwazulský
- Liza macrolepis (Smith, 1846) – cípal velkošupinný
- Liza mandapamensis Thomson, 1997 – cípal indický
- Liza melinoptera (Valenciennes, 1836) – cípal medoploutvý
- Liza parsia (Hamilton, 1822) – cípal zlatoskvrnný
- Liza persicus (Senou, Randall & Okiyama, 1995) – cípal perský
- Liza planiceps (Valenciennes, 1836) – cípal plochohlavý
- Liza ramada (Risso, 1827) – cípal evropský
- Liza ramsayi (Macleay, 1883)
- Liza richardsonii (Smith, 1846) – cípal Richardsonův
- Liza saliens (Risso, 1810) – cípal šedý
- Liza subviridis (Valenciennes, 1836) – cípal zelenohřbetý
- Liza tade (Forsskål, 1775)
- Liza tricuspidens (Smith, 1935) – cípal chutný
- Liza vaigiensis (Quoy & Gaimard, 1825) – cípal širokoocasý